# Jarboe
Jarboe je americká zpěvačka a klávesistka, proslavená především coby členka skupiny Swans. Její datum narození není známo. Jako samostatná umělkyně má za sebou od roku 1991 jak velké množství sólových alb, především experimentální povahy, tak celou řadu spoluprací s nejrůznějšími osobnostmi a soubory (viz diskografie), mezi kterými dominuje její spolupráce s industriál-hardcoreovou skupinou Neurosis. Objevuje se též na mnoha kompilacích, z nejvýznamnějších např. na albu, vytvořenému k poctě zakladatelům industriálu Throbbing Gristle (A Tribute to Throbbing Gristle) nebo na výroční kompilaci "Tribute to Dead Can Dance".

## Diskografie

### Sólová produkce
- Thirteen Masks (1991)
- Red (1991)
- Beautiful People Ltd (1993)
- Warm Liquid Event (1993)
- Sacrificial Cake (1995)
- Anhedoniac (1998)
- Disburden Disciple (2000)
- Dissected (2002)
- Process (2004)
- Thirteen Masks – reedice (2004)
- Anhedoniac – reissue (2004)
- Beautiful People Ltd – reedice (2004)
- A Mystery of Faith (2004)
- Knight of Swords / The Beggar (2005)
- The Men Album ( 2005)
- The Conduit ( 2006),

### Spolupráce
- Skin : Blood Women Roses , (1987)
- Skin : Shame Humility Revenge, (1987)
- Skin : Girl Come Out, (1987)
- World of Skin , (1998)
- World of Skin : Ten Songs from Another World, (1991)
- Ignis Fatuus: Futility Goddess; Cache Toi/Encomium (1998)
- Two Small Bodies : Soundtrack + Karma: Trance, (1998)
- Backworld: Isles of the Blest; Anthems from the Pleasure Park, (1999)
- PBK: Life-Sense Revoked , (1996)
- H.I.A.: Thunder Perfect Mind (Gallery Installation, ICA, London)
- Telecognac: Over ,
- The Body Lovers : Number One Of Three, (1998)
- Pfrenz-C: Dopamine Quest, (1999)
- Thread: In Sweet Sorrow/Abnormal Love, (2000)
- Steven Severin: The Woman in the Dunes , (2000)
- Neotropic : La Prochaine Fois , (2001)
- Karma : God Is Mine , (2002)
- Blackmouth , (2000)
- Blackmouth: Blackness Bleeding – remixy (2000)
- A Perfect Circle: Thirteenth Step (2003)
- Neurosis & Jarboe (2003)
- Meridiem : A Pleasant Fiction (2004)
- Kirlian Camera : Invisible Front. 2005 (2004)
- Larsen : Krzykognia DVD (2003)
- Nic Le Ban + Joshua Fraser : The Conduit (2005)
- Nic Le Ban : Knight Of Swords / The Beggar (2005)
- Cedric Victor : The End (2006)

### Kompilace
- Nine Underground , (1984)
- Dry Lungs I and II , ( 1985 , 1986)
- Insane Music for Insane People , (1986)
- Mighty Risen Plea, (1990)
- Serious Statements and Silly Symphonies, ( 1991)
- Shrine , (1993)
- Auron 1 : Musical Tomorrows, (1993)
- Alphabet City, (1993)
- A Far Cry, Featuring Women in Independent Music , (1995)
- Theme: Desire , (1995)
- We Hate You : A Small Tribute to Throbbing Gristle, (1997)
- The Carnival Within: A Tribute to Dead Can Dance, (1998)
- What Is Eternal, (1998)
- What's the Word, Vol. 1 , (1999)
- Pixies Fuckin' Die! , (1999)
- Summon Room , (1999)
- The Unaccompanied Voice, (2000)
- Zann, (2000)
- Apocalypse Always, (2002)
- VA Neurot Recordings 1, (2004)
- Tribute To Dead Can Dance : The Lotus Eaters , (2004)
- Electronic Thisturbance, (2004)
- Rising Sun/Nuclear Free Future(2005)
- Durtro /Medecins Sans Frontieres (2005)